# 18 de Julio (Rocha)
18 de Julio es una localidad uruguaya del departamento de Rocha. Cuenta con un fuerte desarrollo de turismo natural e histórico, desarrollándose como centro arrocero clave para la economía de la región. 

## Ubicación
La localidad se encuentra situada en la zona noreste del departamento de Rocha, próximo al arroyo San Miguel y junto a la ruta 19. Dista 10 km de la ciudad de Chuy.

## Historia
La localidad fue creada en 1763 y su nombre era «San Miguel». Fue declarada pueblo por ley 3495 del 12 de julio de 1909 y posteriormente elevada a la categoría de villa por ley 12876 del 20 de junio de 1961.
Fue el principal centro poblado de esa zona del país hasta la década del 50 y actualmente lleva el nombre de 18 de julio en honor a la fecha en que se juró la Constitución uruguaya. Junto a la localidad se encuentra el Parque nacional de Reserva de Fauna y Flora de San Miguel y el fuerte de San Miguel, que comenzó a construirse en 1734.

## Población
Según el censo del año 2011 la localidad contaba con una población de 977 habitantes.
| 749           | 743 | 872 | 1139 | 1191 | 977 |
| (Fuente: INE) |     |     |      |      |     |

## Economía
La localidad es el centro de una importante área arrocera y de explotación ganadera extensiva, siendo ambas las principales fuentes laborales de la zona.

## Controversias
Ante las consecuencias a los pobladores, el registro de denuncias y demandas originadas en 2018 en la zona denotan los daños a la salud y el ambiente relacionados a la prominente cantidad de agrotóxicos debido al desconocimiento de sus implicancias. 
En 2022, una investigación universitaria conocida como «Campamento de Salud» —realizada por estudiantes de la Universidad de la República— relevó datos sobre las condiciones de salud y el ambiente en la zona. La encuesta, aplicada a 692 habitantes, reveló preocupaciones por la presencia de glifosato en todas las muestras de agua analizadas, incluso en puntos vinculados a centros educativos, como la Escuela N.º 12. Aunque los niveles estaban dentro de la normativa nacional, superaban los límites establecidos por la Unión Europea.
La doctora Emilia Martínez, quien participó en el estudio, definió la zona como una “zona de sacrificio”, debido a la contaminación ambiental y a las reiteradas denuncias de enfermedades crónicas, problemas respiratorios y afecciones dermatológicas. Según la investigación, el cáncer es la principal causa de muerte en la localidad en los últimos 20 años.
A pesar de las regulaciones nacionales que prohíben las aplicaciones aéreas de productos fitosanitarios a menos de 500 metros de zonas urbanas y centros poblados, los pobladores rurales —especialmente en áreas dispersas— denuncian que no son contemplados adecuadamente en estas normas. El Sindicato Único de Trabajadores del Arroz y Afines (Sutaa) también ha manifestado preocupación por la salud de los trabajadores rurales expuestos a estos productos.
Las denuncias vecinales comenzaron a intensificarse tras una serie de muertes sin causa aparente en 2018. Ante la falta de respuestas estatales, la comunidad impulsó talleres y relevamientos propios para visibilizar la situación. Desde entonces, organizaciones sociales y académicas han reclamado mayor acceso a la información, fiscalización efectiva y apoyo a modelos de producción agroecológicos.